# Vysshaya Divizion 1998
La Vysshaya Divizion 1998 fue la séptima edición de la máxima categoría del fútbol ruso desde la disolución de la Unión Soviética. El campeón fue el Spartak Moscú, que ganó su sexto título. Por primera vez se abandonó el antiguo nombre de Vysshaya Liga, el legado soviético.
El goleador del campeonato fue otra vez Oleg Vereténnikov, del Rotor Volgogrado.

## Tabla de posiciones
|  | Pos. | Equipo                    | Pts | PJ | PG | PE | PP | GF | GC | DG  |
|  | ---- | ------------------------- | --- | -- | -- | -- | -- | -- | -- | --- |
|  | 1.   | Spartak Moscú             | 59  | 30 | 17 | 8  | 5  | 58 | 27 | +31 |
|  | 2.   | CSKA Moscú                | 56  | 30 | 17 | 5  | 8  | 50 | 22 | +28 |
|  | 3.   | Lokomotiv Moscú           | 55  | 30 | 16 | 7  | 7  | 45 | 28 | +17 |
|  | 4.   | Rotor                     | 48  | 30 | 12 | 12 | 6  | 52 | 37 | +15 |
|  | 5.   | Zenit                     | 47  | 30 | 12 | 11 | 7  | 42 | 25 | +17 |
|  | 6.   | Rostselmash               | 44  | 30 | 11 | 11 | 8  | 42 | 38 | +4  |
|  | 7.   | Uralan Elista             | 42  | 30 | 12 | 6  | 12 | 39 | 41 | -2  |
|  | 8.   | Alania Vladikavkaz        | 40  | 30 | 11 | 7  | 12 | 46 | 39 | +7  |
|  | 9.   | Dinamo Moscú              | 39  | 30 | 8  | 15 | 7  | 31 | 30 | +1  |
|  | 10.  | Chernomorets Novorossiysk | 38  | 30 | 9  | 11 | 10 | 38 | 38 | 0   |
|  | 11.  | Torpedo Moscú             | 37  | 30 | 9  | 10 | 11 | 38 | 34 | +4  |
|  | 12.  | Krylia Sovetov            | 35  | 30 | 9  | 8  | 13 | 25 | 37 | -12 |
|  | 13.  | Zhemchuzhina-Sochi        | 35  | 30 | 9  | 8  | 13 | 31 | 48 | -17 |
|  | 14.  | Shinnik Yaroslavl         | 35  | 30 | 9  | 8  | 13 | 30 | 40 | -10 |
|  | 15.  | Baltika Kalinigrad        | 32  | 30 | 7  | 11 | 12 | 32 | 43 | -11 |
|  | 16.  | Tyumen                    | 8   | 30 | 2  | 2  | 26 | 17 | 89 | -72 |

Pts = Puntos; PJ = Partidos jugados; PG = Partidos ganados; PE = Partidos empatados; PP = Partidos perdidos; GF = Goles a favor; GC = Goles en contra; DG = Diferencia de gol
|  | Clasificado para la tercera ronda previa de la Liga de Campeones de la UEFA 1999-2000 |
|  | Clasificado para la segunda ronda previa de la Liga de Campeones de la UEFA 1999-2000 |
|  | Clasificado para la primera ronda de la Copa de la UEFA 1999-2000                     |
|  | Clasificado para la ronda previa de la Copa de la UEFA 1999-2000                      |
|  | Clasificado para la Copa Intertoto de la UEFA 1999                                    |
|  | Descendido a la Primera División 1999                                                 |

| Rusia                           |
| Campeón Spartak Moscú 6° título |

## Goleadores
| # | Jugador                 | Goles | Equipo       |
| - | ----------------------- | ----- | ------------ |
| 1 | Oleg Vereténnikov       | 22    | Rotor        |
| 2 | Georgi Demetradze       | 14    | Alania       |
|   | Vladímir Kulik          | 14    | CSKA         |
|   | Yuri Matvéyev           | 14    | Rostselmash  |
| 5 | Oleg Teriojin           | 12    | Dinamo       |
| 6 | Valeri Yésipov          | 11    | Rotor        |
| 7 | Ilia Tsimbalar          | 10    | Spartak      |
| 8 | Serguéi Semak           | 9     | CSKA         |
|   | Yevgueni Durnev         | 9     | Uralan       |
|   | Viacheslav Gueráschenko | 9     | Chernomorets |
|   | Víktor Bulátov          | 9     | Torpedo      |